# 布雷斯劳行政区

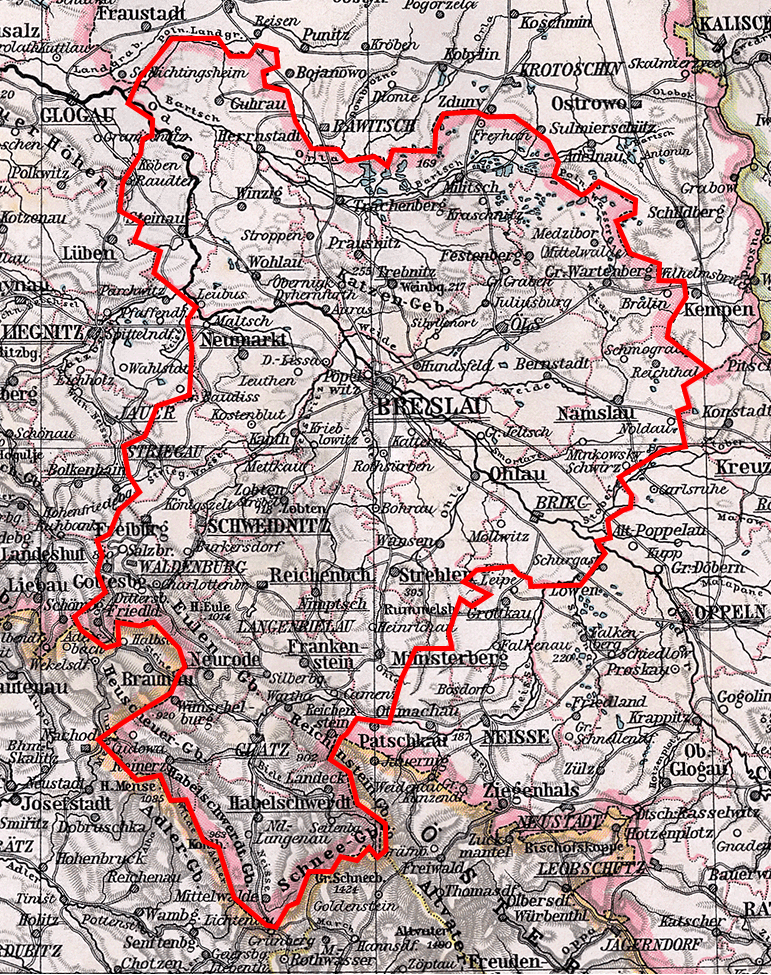
1905年的布雷斯劳行政区（红线标出）

布雷斯劳行政区（德語：Regierungsbezirk Breslau），俗称中西里西亚（德語：Mittelschlesien）是1813年至1945年普鲁士王国西里西亚省和后来的下西里西亚省的一个行政区，首府布雷斯劳。它包括东部历史悠久的下西里西亚地区和前克拉德斯科伯国的部分地区，这两个地区都在1742年的第一次西里西亚战争中被普鲁士占领。